# دوي غامض

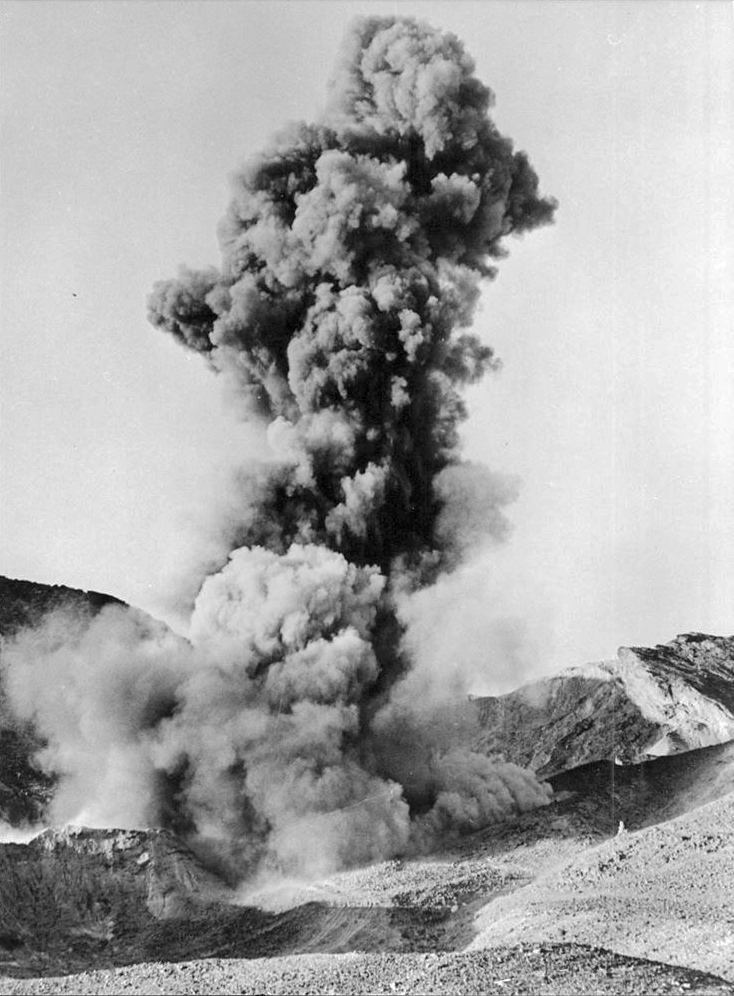
انفجار بالأردن عام 1964

الدَوِيّ الغامض هي ظاهرة ليس لها تفسير عن أصوات تبدو وكأنها صوت مدفع أو دوي اختراق حاجز الصوت قادم من السماء، تقارير من العديد من المجتمعات الساحلية حول العالم عن سماع هذه الأصوات، مثل ضفاف نهر الجانج في الهند، والبحيرات الإصبعية داخل الساحل الشرقي في الولايات المتحدة، بالإضافة إلى مناطق في بحر الشمال واليابان وإيطاليا وأيرلندا، الظاهرة لها أسماء مختلفة في مناطق عديدة حول العالم.